# Lampropholis caligula
Lampropholis caligula — вид сцинкоподібних ящірок родини сцинкових (Scincidae). Ендемік Австралії. Вид названий на честь римського імператора Калігули.

## Поширення і екологія
Lampropholis caligula мешкають в національних парках Кула-Топс та Баррінгтон-Топс на сході Нового Південного Уельсу. Вони живуть в підліску вологих склерофільних лісах і рідколіссях, на порослих тонгоногом галявинах та на прохолодних високогірних болотах, порослих осокою.